# Fölziehausen
Fölziehausen è una frazione (Ortsteil) del comune di Duingen, nel land della Bassa Sassonia, in Germania.

## Storia
Già comune autonomo nel circondario di Alfeld, fu soppresso e incorporato a Duingen il 1º marzo 1974.